# Maysa (1966)
Maysa é o décimo quarto álbum de estúdio da cantora brasileira Maysa, lançado em 1966, pela gravadora RCA Victor. O disco marca os dez anos da carreira de Maysa e o texto de sua contra-capa foi escrito por Roberto Côrte-Real, assim como no seu primeiro álbum, o Convite para ouvir Maysa. Na capa, nem o nome da cantora aparecia, somente uma foto sua em preto e branco.
O repertório foi compilado a partir de três programas televisivos que Maysa gravara. Nele há duas faixas pot-pourri. A primeira, "Fantasia de Trombones", contém versos de "Demais" (1964) e de "Meu Mundo Caiu" (1958), dois sucessos da cantora, além da inédita "Preciso Aprender a Ser Só". O segundo pout-pourri chama-se "Fantasia de Cellos" e se estende por mais de sete minutos. Para o disco, Maysa também gravara "Tristeza" um clássico do samba e "Canto de Ossanha", um samba-afro. "Canção sem Título" era a única música composta por Maysa, quebrando o gelo de mais de cinco anos sem uma composição própria em um álbum. Entre as canções estrangeiras, além da segunda gravação para "Ne Me Quittes Pás" (a primeira está no disco Maysa Sings Songs Before Dawn), havia a americana "Just In Time". "As Mesmas Histórias" de Edu Lobo e Vinicius de Moraes encantou o cantor Renato Russo, que pensou em grava-la também. "Morrer de Amor", canção que fecha o disco, carregada de melancolia, com sua letra praticamente biográfica da cantora, torna-se um dos seus sucessos.
Dois compactos contendo músicas do álbum foram lançados. O primeiro, de 1966, contém "Tristeza" e "Canção sem Título". O segundo contém, de 1967, contém "Dia das Rosas", "Canto de Ossanha", "Amor - Paz" e "Canção sem Título".

## Faixas
| N.º | Título                                                                              | Música                                                                                  | Duração |  |
| 1.  | "Fantasia de Trombones" - "Demais" - "Meu Mundo Caiu" - "Preciso Aprender a Ser Só" | - Tom Jobim / Aloysio de Oliveira - Maysa - Marcos Valle / Paulo Sérgio Valle           | 5:53    |  |
| 2.  | "Canto Livre"                                                                       | Bené Nunes / Dulce Nunes                                                                | 3:26    |  |
| 3.  | "Just In Time"                                                                      | Jule Styne / Creem / Comden                                                             | 3:50    |  |
| 4.  | "Canto de Ossanha"                                                                  | Baden Powell, Vinícius de Moraes                                                        | 3:00    |  |
| 5.  | "As Mesmas Histórias"                                                               | Edu Lobo / Vinícius de Moraes                                                           | 5:47    |  |
| 6.  | "Ne Me Quitte Pas"                                                                  | Jacques Brel                                                                            | 3:53    |  |
| 7.  | "Tristeza"                                                                          | Haroldo Lobo / Miltinho                                                                 | 3:15    |  |
| 8.  | "Fantasia de Cellos" - "Primavera" - "Valsa de Eurídice" - "Canção do Amanhecer"    | - Carlos Lyra / Vinicius de Moraes - Vinicius de Moraes - Edu Lobo / Vinicius de Moraes | 7:28    |  |
| 9.  | "Canção sem Título"                                                                 | Maysa                                                                                   | 2:17    |  |
| 10. | "Morrer de Amor"                                                                    | Luvercy Fiorini /Oscar Castro Neves                                                     | 4:50    |  |